# Kris Lang
Kristoffer Douglas Lang, detto Kris (Gastonia, 12 dicembre 1979), è un ex cestista statunitense.
Dal 2002 al 2011, nei vari campionati disputati, ha giocato 323 partite segnando 3.896 punti per una media di 12,06 punti/partita.

## Carriera
Dopo il periodo trascorso nella NCAA (dal 1998 al 2002) con la maglia della N. Carolina Tar Heels, inizia la sua carriera da cestista professionista nel 2002 in Polonia con l'Anwil Włocławek. Nel 2003 ritorna negli USA per giocare con gli Asheville Altitude. La stagione 2004-2005 la trascorre in Corea del Sud con il Seul SK Knights. Nel 2005 passa al Malaga dove resta per la prima parte della stagione, poi si trasferisce in Italia alla Virtus Pallacanestro Bologna dove resta sino all'estate del 2007. Quindi riprende a peregrinare ripartendo dall'Ucraina con Azovmash Mariupol', poi ritorna negli USA passando agli Austin Toros ed infine è la volta della Turchia dove va a giocare con il Türk Telekom Ankara sino all'estate del 2010. Dal settembre del 2010 ha giocato l'intera stagione nella Serie A italiana con Brindisi.
A metà novembre 2011 ritorna alla Virtus Bologna.
Nel 2013 ha giocato come centro nella squadra vincitrice del campionato venezuelano, i Cocodrilos de Caracas.

## Palmarès

### Squadra
- Campionato polacco: 1

Włocławek: 2002-03
- Campione NBDL (2004)
- Coppa di Turchia: 1

Türk Telekom: 2007-08
- Coppa del Presidente: 1

Türk Telekom: 2008

### Individuale
- McDonald's All-American Game: 1998
- NCAA Final Four: 2000
- Migliore nella percentuale di tiro NBDL: 2004
- Finalista Coppa Italia: 2007
- Finalista Campionato di Turchia: 2008